# 帖木尔灭里
帖木尔灭里（12世纪—1231年），中亚花剌子模将领。
1220年，帖木尔灭里守卫忽毡城（今塔吉克斯坦锡尔河南岸苦盏），在城内锡尔河中间的河洲上修建城堡，顽强抵抗蒙古帝国西征大军，将蒙古大将速克秃、纳牙阿的弟弟阿剌黑、速勒都思族人塔孩都击退。最后帖木尔灭里没有援军被迫撤退。花剌子模国王摩诃末逃出国都在里海的小岛上去世，其子札兰丁即位。他和札兰丁回到玉龙杰赤。1221年，札兰丁逃出玉龙杰赤，到呼罗珊避难。帖木尔灭里追随札兰丁，1231年，在奈撒（今土库曼斯坦阿什哈巴德东）与蒙古巡逻兵相遇，被杀。

## 資料來源
- 朱耀廷《成吉思汗傳》